# Henriette Henriksen
Henriette Henriksen (Stavanger, 12 de junho de 1970) é uma ex-handebolista profissional norueguesa, medalhista olímpica.
Henriette Henriksen fez parte da geração medalha de prata em Barcelona 1992.